# Nyabarongo-Feuchtgebiete

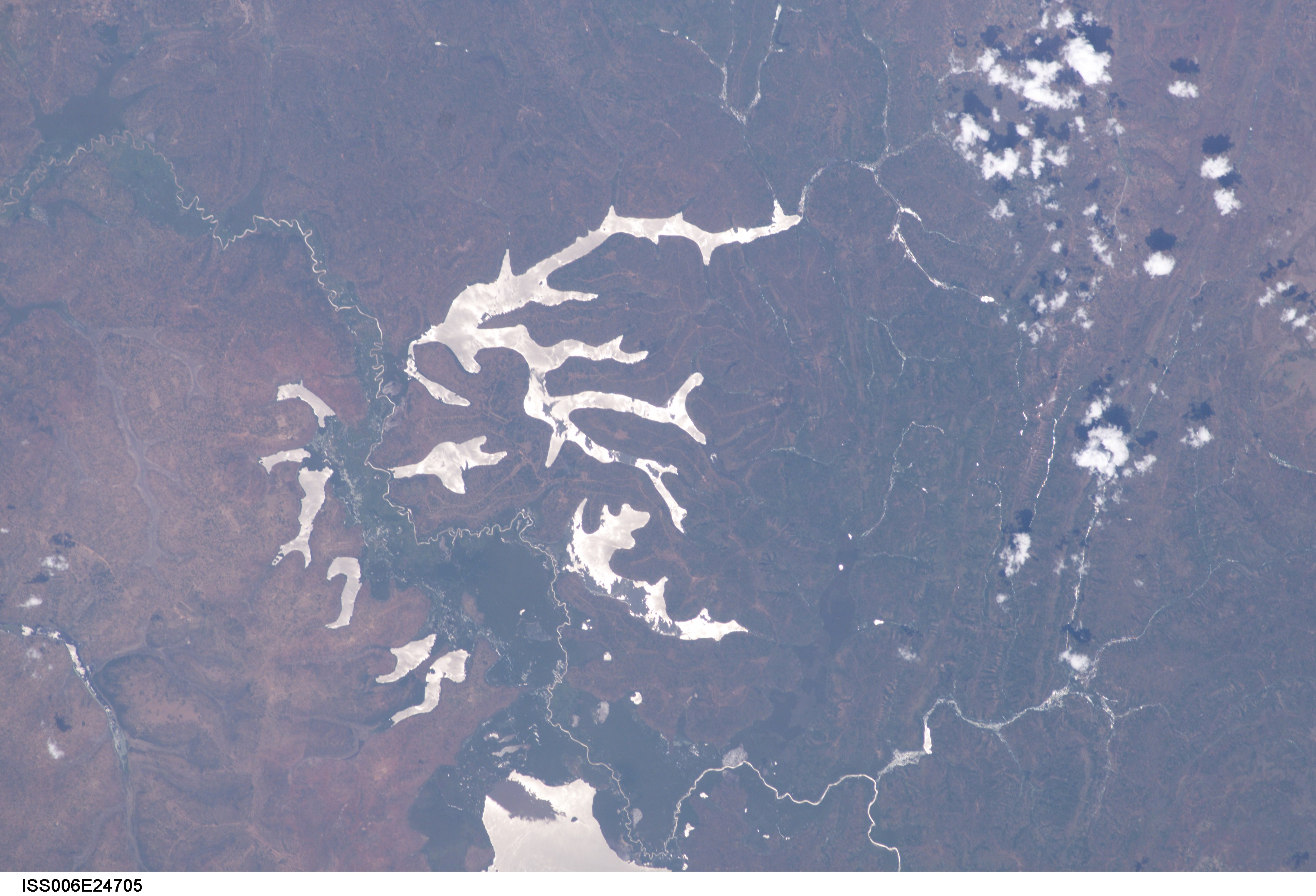
Von der ISS aufgenommenes Bild der Nyabarongo-Feuchtgebiete und der zugehörigen Gewässer (2003)

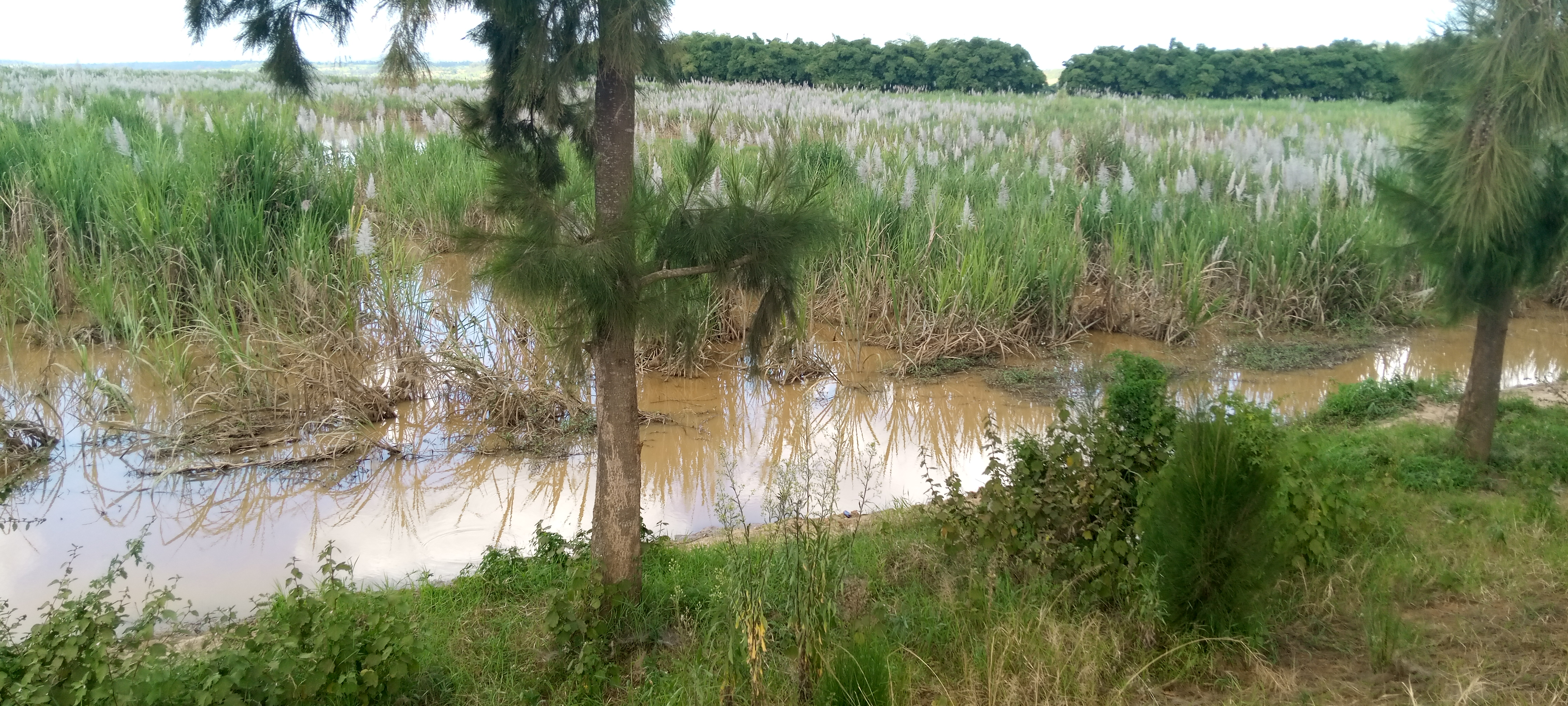
Flora der Nyabarongo-Feuchtgebiete (2020)

Die Nyabarongo-Feuchtgebiete liegen am Fluss Nyabarongo in der Ostprovinz von Ruanda.

## Geographie
Der Nyabarongo bildet die Grenze zwischen den Distrikten Bugesera und Ngoma. Ganz oder teilweise innerhalb der Feuchtgebiete liegen von Norden nach Süden auf der Ostseite des Flusses der Mugesera-, Birira- und Sake-See sowie auf der Westseite der Gashanga-, Kidogo-, Rumira-, Mirayi-, Kilimibi-, Gaharwa-See und Rugwero-See.
Der jährliche Gesamtniederschlag liegt zwischen etwa 950 und 1100 mm.

## Flora und Fauna
Die Feuchtgebiete werden von BirdLife International als etwa 100 km² große Important Bird Area (IBA) gelistet und aufgrund des Bedarfs an Landwirtschaftsflächen als gefährdet eingestuft. Zur dominierenden Vegetation der Feuchtgebiete zählen Schneiden und Rohrkolben. Darüber hinaus finden sich die Zypergräser Echter Papyrus (Cyperus papyrus) und Cyperus latifolius sowie die Hühnerhirsenart Echninochloa pyramidalis.
An Tieren wurden etwa 50 Arten dokumentiert. Darunter der von der IUCN bzw. BirdLife International als stark gefährdet eingestufte Dickschnabelreiher (Ardeola idae), der als gefährdet eingestufte Papyrusspötter (Calamonastides gracilirostris) sowie, jeweils als potentiell gefährdet eingestuft, die Steppenweihe (Circus macrourus) und der Papyruswürger (Laniarius mufumbiri).